# Аппи
Аппи́ (фр. Appy, окс. Api) — коммуна во Франции, находится в регионе Окситания. Департамент коммуны — Арьеж. Входит в состав кантона Ле-Кабан. Округ коммуны — Фуа.
Код INSEE коммуны — 09012.

## Население
Население коммуны на 2008 год составляло 24 человека.
| 1962 | 1968 | 1975 | 1982 | 1990 | 1999 | 2008 |
| ---- | ---- | ---- | ---- | ---- | ---- | ---- |
| 20   | 27   | 20   | 14   | 7    | 9    | 24   |

## Экономика
В 2007 году среди 15 человек в трудоспособном возрасте (15—64 лет) 11 были экономически активными, 4 — неактивными (показатель активности — 73,3 %, в 1999 году было 75,0 %). Из 11 активных работали 10 человек (6 мужчин и 4 женщины), безработным был 1 мужчина. Среди 4 неактивных 1 человек был учеником или студентом, 3 — пенсионерами, 0 были неактивными по другим причинам.